# Ralph Warren (homme politique)
Pour les articles homonymes, voir Ralph Warren et Warren.
Ralph Melville Warren (4 mars 1882-6 mai 1954) est un homme politique fédéral, provincial et municipal canadien de l'Ontario.
À titre de député provincial, il représente la circonscription de Renfrew-Nord à titre de député des United Farmers of Ontario de 1919 à 1923.
À titre de député fédéral, il représente la circonscription de Renfrew-Nord à titre de député du Parti libéral du Canada de 1937 à 1953.

## Biographie
Né dans le canton de Wilberforce (en) au Ontario, il étudie dans cette localité et devient par la suite fermier. De 1930 à 1938, il sert comme maire du canton de Wilberforce.